# Comin' Thru
| Recensione | Giudizio |
| ---------- | -------- |
| AllMusic   |          |

Comin' Thru è il settimo album dei Quicksilver Messenger Service, pubblicato nell'aprile del
1972 dalla Capitol Records.Questo fu l'ultimo disco del gruppo, seguirà un disco pubblicato nel 1975 in occasione della loro
(breve) reunion.

## Tracce
Lato A
1. Doin' in the U.S.A. – 4:15 (Gary Duncan)
2. Chicken – 4:03 (brano tradizionale, arr. di Dino Valenti)
3. Changes – 4:15 (Dino Valenti)
4. California State Correctional Facility Blues – 6:10 (Chuck Steaks, Dino Valenti, Gary Duncan, Greg Elmore)

Lato B
1. Forty Days – 5:31 (Dino Valenti, Gary Duncan, Greg Elmore)
2. Mojo – 5:34 (Dino Valenti)
3. Don't Lose It – 5:57 (Dino Valenti, Gary Duncan)

## Formazione
- Dino Valenti - voce, chitarra, congas
- Gary Duncan - voce, chitarra
- Chuck Steaks - organo
- Mark Ryan - basso
- Greg Elmore - batteria

Musicisti aggiunti
- Don Menza - sassofono (brani A3, B2 & B3)
- Sonny Lewis - sassofono (brano B1)
- Bud Brisbois - tromba (barni A3, B2 & B3)
- Dalton Smith - tromba (brani A3, B2 & B3)
- Ken Baizell - tromba (brano B1)
- Charles Loper - trombone (brani A3, B2 & B3)
- Pat O'Hara - trombone (brano B1)